# Лайнингени
Лайнингените (на немски: Haus Leiningen) са графски и княжески род от франкси произход в днешен Рейнланд-Пфалц.
Родът започва от построения през 12 век замък Лайнинген. Фамилията е спомената за пръв път през 1128 г., когато граф Емих фон Лайнинген е свидетел за документ на архиепископа на Майнц Адалберт I фон Саарбрюкен. Този Емих II фон Лайнинген († пр. 1138) се смята за баща на благородническия род. Той е вероятно роднина с Емихоните, графовете на Наегау, което обаче още не е доказано от документи.
През 1212 г. мъжката линия на Лайнингените е прекъсната. Родът се разклонява от 1212 г. на множество линии. През 1803 г. се образува Княжество Лайнинген.

### Князе на Лайнинген
- Карл Фридрих Вилхелм, 1. княз на Лайнинген (1724 – 1807)
- Емих-Карл от Лайнинген, 2. княз на Лайнинген (1763 – 1814) ∞ I. (1787) Хенриета графиня Ройс цу Лобенщайн-Еберсдорф, ∞ II. (1803) принцеса Виктория фон Сакс-Кобург-Заалфелд
- Карл от Лайнинген, 3. княз на Лайнинген (1804 – 1856)
- Ернст от Лайнинген, 4. княз на Лайнинген (1830 – 1904)
- Емих от Лайнинген, 5. княз на Лайнинген (1866 – 1939)

### Глави на Лайнингенския род след края на монархията
- Карл от Лайнинген (1898–1946), 6. княз ∞ Мария, велика княгиня на Русия
- Емих Кирил от Лайнинген, 7. княз (1926 – 1991)
- Aндреас от Лайнинген, 8. княз (* 1955)